# Graphardisia
Graphardisia é um género botânico pertencente à família Myrsinaceae.